# Alfonso Gil de Zático
Alfonso Gil de Zático fue un noble castellano ubetense de los siglos XIV y XV.

## Antecedentes familiares
Nacido en Úbeda, hijo de Pedro Gil de Zático, IV señor de Torreperogil, y de su esposa Elvira Alonso, viuda sin descendencia de Rodrigo de Chaves, todos de la nobleza de Úbeda. Su hermana María Gil de Zático, de la Torre de Handóm, circa de Torreperogil, tuvo dos hijos bastardos de Juan Alfonso de Alburquerque, el del Ataúd.

## Biografía
Fue ballestero mayor de Enrique III de Castilla, vasallo de Juan II de Castilla, caballero y comendador de la Orden de Santiago, alcaide de los Reales Alcázares de Úbeda, alcaide de Quesada y Tíscar, y, para algunos historiadores y genealogistas, V señor de Torreperogil.